# Chamorga
Chamorga es una entidad de población perteneciente administrativamente al Distrito de Anaga del municipio de Santa Cruz de Tenerife, en la isla de Tenerife —Canarias, España—.
Posee interesantes muestras de arquitectura rural canaria, así como una red de caminos de uso exclusivamente peatonal, aptos para la práctica del senderismo que conducen a Igueste de San Andrés, El Bailadero, El Draguillo o Roque Bermejo.
Chamorga forma, junto con los caseríos de Lomo de Las Bodegas, La Cumbrilla y Las Casillas, la zona conocida como Punta de Anaga.

## Toponimia
Su nombre se debe al barranco y valle en que se ubica, siendo un término de procedencia guanche.

## Características
Se encuentra en la parte más oriental del macizo de Anaga, a 32,6 kilómetros del casco urbano de Santa Cruz de Tenerife y a una altitud media de 478 m s. n. m., en el tramo superior del barranco de Chamorga. La altura máxima de la localidad se encuentra a 825 m s. n. m. en la elevación conocida como El Peñón.
Chamorga posee una superficie de 5,1 km² que abarca tanto el núcleo urbano como una extensa zona rural y natural, incluida íntegramente en el espacio natural protegido del Parque Rural de Anaga.
El caserío se puede dividir en los pequeños núcleos de La Trovisca, El Morro, El Barro y El Hornillo. Formando parte también de Chamorga las antiguas zonas habitadas de Tafada, Los Orobales y Las Breñas.
Tiene una plaza pública, una ermita y un colegio.
Se halla al pie del monteverde —bosque húmedo—, y junto a sus viviendas se pueden apreciar multitud de ejemplares de drago —Dracaena draco—. A su alrededor destacan las elevaciones rocosas conocidas como Roque Bichuelo, Montaña Tafada y Roque de los Matos. Asimismo, en la zona de cumbres sobrevive un importante bosque de laurisilva.

## Demografía
| Año        | 2000 | 2001 | 2002 | 2003 | 2004 | 2005 | 2006 | 2007 | 2008 | 2009 | 2010 | 2011 | 2012 | 2013 | 2014 | 2015 | 2016 | 2017 |
| ---------- | ---- | ---- | ---- | ---- | ---- | ---- | ---- | ---- | ---- | ---- | ---- | ---- | ---- | ---- | ---- | ---- | ---- | ---- |
| Habitantes | 51   | 50   | 51   | 52   | 54   | 53   | 56   | 55   | 54   | 55   | 54   | 51   | 48   | 47   | 47   | 46   | 47   | 46   |

## Historia

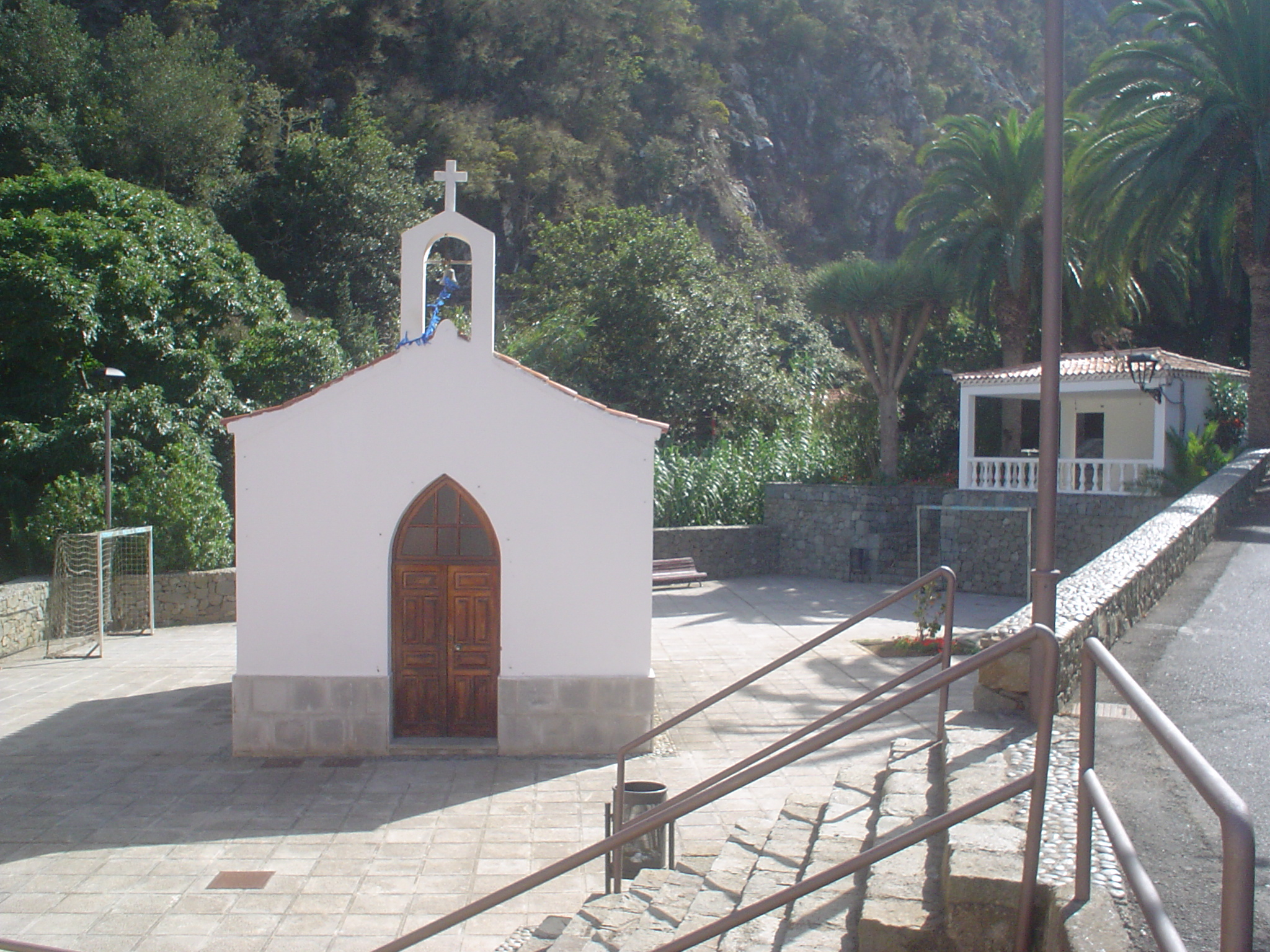
Ermita y plaza de Chamorga.

El valle de Chamorga fue habitado por los guanches, tal y como demuestran los hallazgos arqueológicos en la zona, perteneciendo al menceyato de Anaga.
Terminada la conquista de Tenerife por Alonso Fernández de Lugo, se repartieron tierras en el valle a colonos y conquistadores, siendo la zona poblada desde el siglo xvi. No obstante, el caserío no se consolidaría hasta finales del siglo xviii, ligado a las rozas del monte para la explotación forestal.
La ermita de Chamorga, perteneciente a la parroquia de Nuestra Señora de las Nieves de Taganana, fue construida en la década de 1930 bajo la advocación de la Purísima Concepción. La talla de esta Virgen es del siglo XVII y originalmente se encontraba en la Iglesia de Las Nieves de Taganana. 
La zona de Punta de Anaga formaba un pago que perteneció al lugar de Taganana hasta 1877 en que sus caseríos pasan a ser barrios de Santa Cruz de Tenerife. A partir de entonces contó con alcalde pedáneo hasta la década de 1980.
Los habitantes de Chamorga utilizaron caminos para comunicarse con el resto de la isla hasta la construcción de la carretera hacia 1970.
La primera escuela del caserío se abrió en la década de 1940, perdurando la enseñanza primaria en el colegio Ricardo Hodgson Balestrino, que también daba cobertura a los caseríos de Lomo de Las Bodegas y La Cumbrilla. Finalmente el colegio cerró en el año 2014, integrándose el alumnado en el CEIP Sor Florentina y Agustín Cabrera Díaz de Roque Negro.
En 1994 toda la zona pasa a estar incluida en el espacio natural protegido del parque rural de Anaga.

## Economía
Los habitantes de Chamorga trabajan sobre todo en la ciudad, manteniendo una agricultura de subsistencia en el mismo caserío.

## Fiestas
Se celebran fiestas en honor a la Virgen de la Inmaculada Concepción entre septiembre y octubre, y a la Virgen del Carmen en julio.

## Comunicaciones
Se llega al caserío a través de la carretera de Chamorga TF-123.

### Transporte público
En autobús —guagua— queda conectado mediante la siguiente línea de TITSA: 
| Línea | Trayecto                                                           | Recorrido     |
| ----- | ------------------------------------------------------------------ | ------------- |
| 947   | Santa Cruz (Intercambiador) - San Andrés - El Bailadero - Chamorga | Horario/Línea |

### Caminos
Chamorga es un importante centro del que parten numerosos caminos que recorren el macizo de Anaga, varios de los cuales se encuentran homologados en la Red de Senderos de Tenerife:
- Sendero PR-TF 5 Chamorga - Igueste de San Andrés.
- Sendero PR-TF 6 Circular Chamorga - Las Palmas - El Draguillo.
  - Sendero PR-TF 6.1 Variante de Tafada.

## Galería

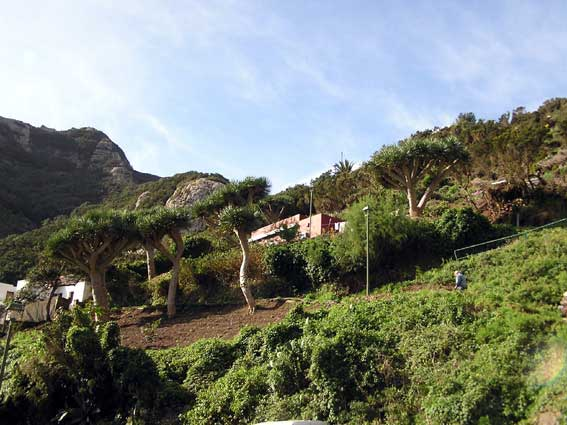
Chamorga
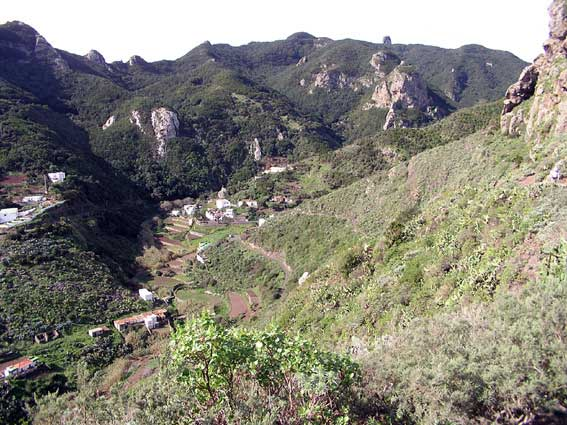
Barranco de Chamorga